# Croton ferrugineus
Pour Croton ferrugineus var. holtonii (Müll.Arg.) Croizat, voir Croton holtonii.
Espèce
Classification phylogénétique
Croton ferrugineus est une espèce de plantes à fleurs du genre Croton et de la famille des Euphorbiaceae, présente au sud de l'Amérique tropicale.
Il a pour synonymes :
- Croton collinus, Kunth, 1817
- Croton elegans, Kunth, 1817
- Croton ferrugineus var. collinus, (Kunth) Müll.Arg., 1866
- Croton ferrugineus var. elegans, (Kunth) Müll.Arg., 1866
- Croton ferrugineus var. genuinus, Müll.Arg., 1866
- Croton ferrugineus var. peltoideus, (Kunth) Müll.Arg., 1866
- Croton peltoideus, Kunth, 1866
- Oxydectes ferruginea, (Kunth) Kuntze